# Tweede Kamerverkiezingen 1981/Kandidatenlijst/CPN
Dit is de kandidatenlijst voor de Tweede Kamerverkiezingen 1981 van de Communistische Partij van Nederland (CPN). De partij had een lijstverbinding met de PSP.

## De lijst
- vet: verkozen
- schuin: voorkeurdrempel overschreden

1. Marcus Bakker - 160.393 stemmen
2. Joop Wolff - 1.697
3. Ina Brouwer - 11.159
4. Gijs Schreuders[1] - 496
5. Rinus Haks - 341
6. Truus Divendal-Klok - 652
7. Hans Geleijnse - 221
8. Koos Verweijmeren - 304
9. Irene Helle - 535
10. Boe Thio - 161
11. Ingrid Mol-Blekman - 245
12. Leo Molenaar - 152
13. Joop Schepers - 102
14. Rinze Visser - 74
15. John Geelen - 328
16. Cilia Galesloot - 147
17. Joop Stout - 95
18. Frans Aarts - 66
19. Onno Bosma - 88
20. Uulkje de Jong - 77
21. Jos de Keijzer - 35
22. Jan Reitsma - 49
23. Heiltje Vos-Krul - 242
24. Bep Spa - 73
25. Jan Berghuis - 80
26. Welmoet Sprey - 82
27. Joop Mantel - 76
28. Hanneke Jagersma - 98
29. Rob Koeman - 31
30. Marius Ernsting - 193

PvdA · CDA · VVD · D'66 · SGP · PPR · CPN · GPV · PSP · Rechtse Volkspartij · DS'70 · RKPN · Partij van Rijksgenoten · Kleine Partij · God Met Ons · Nederlandse Evolutie Partij · Leefbaar Nederland · SP · De Vrede Partij · RPF · Realisten '81 · IKB · NVU · Centrumpartij · Partij tot Likwidatie van Nederland · Wereld Welzijns Bewustwording · EVP · SOS
1918 · 1922 · 1925 · 1929 · 1933 · 1937 · 1946 · 1948 · 1952 · 1956 · 1959 · 1963 · 1967 · 1971 · 1972 · 1977 · 1981 · 1982 · 1986 · 1989